# Liste von Persönlichkeiten der Technischen Universität Dresden
Die Liste soll – ohne Anspruch auf Vollständigkeit – einen Überblick über Personen verschaffen, die mit der Technischen Universität Dresden und deren Vorläufer durch Ehrenwürden, wissenschaftliche Arbeit und Lehre sowie als Absolventen verbunden sind.

## Vorsteher, Direktoren und Rektoren
- 1828–1840: Wilhelm Gotthelf Lohrmann (1796–1840), Professor für Landvermessung, Astronomie
- 1840–1849: August Seebeck (1805–1849), Professor für Physik und mechanische Naturlehre
- 1849–1850: Johann Andreas Schubert (1808–1870), Professor für Straßen-, Eisenbahn-, Wasser- und Brückenbau
- 1850–1873: Julius Ambrosius Hülße (1812–1876), Professor für Mechanische Technologie und Volkswirtschaftslehre
- 1873–1890: Gustav Zeuner (1828–1907), Professor für Mechanik und theoretische Maschinenlehre
- 000001890: Karl Ernst Hartig (1836–1900), Professor für Mechanische Technologie
- 1891–1893: Walther Hempel (1851–1916), Professor für Anorganische und anorganisch-technische Chemie
- 1893–1894: Rudolf Heyn (1835–1916), Professor für Baukonstruktions-, Bauformen-, Stillehre
- 1894–1896: Martin Krause (1851–1920), Professor für Differential- und Integralrechnung
- 000001896: Alexander Freiherr von Oer (1841–1896), Professor für Tunnelbau
- 1896–1898: Hubert Engels (1854–1945), Professor für Wasserbau
- 1898–1900: Ernst von Meyer (1847–1916), Professor für Organische Chemie und organische Technologie
- 000001900: Karl Rohn (1855–1920), Professor für Darstellende Geometrie
- 000001901: Georg Christoph Mehrtens (1843–1917), Professor für Statik der Baukonstruktion
- 1902–1903: Walther Hempel, 2. Mal, Professor für Anorganische und anorganisch-technische Chemie
- 1903–1904: Leonidas Lewicki (1840–1907), Professor für Maschinenbaukunde und Entwerfen
- 1904–1905: Cornelius Gurlitt (1850–1938), Professor für Geschichte der Baukunst, Kunstgeschichte
- 1905–1906: Richard Mollier (1863–1935), Professor für Theoretische Maschinenlehre, bedeutender Thermodynamiker
- 1906–1907: Oscar Drude (1852–1933), Professor für Botanik
- 1907–1908: Bernhard Pattenhausen (1855–1926), Professor für Geodäsie
- 1908–1909: Richard Möhlau (1857–1940), Professor für Farbenchemie und Färbereitechnik
- 1909–1910: Hugo Hartung (1855–1932), Professor für Hochbau und Entwerfen
- 1910–1911: Georg Helm (1851–1923), Professor für Analytische Geometrie, Mechanik und mathematische Physik
- 1911–1912: Georg Edmund Lucas (1853–1931), Professor für Eisenbahn-, Straßen-, Erd- und Tunnelbau
- 1912–1913: Ernst von Meyer, 2. Mal, Professor für Organische Chemie und organische Technologie
- 1913–1914: Max Foerster (1867–1930), Professor für Bauingenieurwissenschaften, Eisenkonstruktion
- 1914–1915: Hans Görges (1859–1946), Professor für Elektrotechnik
- 1915–1916: Cornelius Gurlitt, 2. Mal, Professor für Geschichte der Baukunst, Kunstgeschichte
- 1916–1917: Theodor Elsenhans (1862–1918), Professor für Philosophie, Pädagogik
- 1917–1918: Fritz Foerster (1866–1931), Professor für Anorganische und anorganisch-chemische Technologie
- 1918–1919: Richard Mollier (1863–1935), 2. Mal, Professor für Theoretische Maschinenlehre
- 1919–1920: Martin Krause (1851–1920), Professor für Differential- und Integralrechnung
- 1920–1921: Martin Dülfer (1859–1942), Professor für Architektur
- 1921–1922: Wilhelm Hallwachs (1859–1922), Professor für Theoretische Experimentalphysik
- 1922–1923: Harry Gravelius (1861–1938), Professor für Wasserwirtschaft, Gewässerkunde
- 1923–1925: Adolph Nägel (1875–1939), Professor für Kolbenmaschinen
- 1925–1926: Alfred Heiduschka (1875–1957), Professor für Chemie und Technologie der Lebensmittel
- 1926–1927: Richard Müller (1877–1930), Professor für Baukonstruktionslehre
- 1927–1928: Robert Bruck (1863–1942), Professor für Kunstgeschichte
- 1928–1929: Adolph Nägel (1875–1939), 2. Mal, Professor für Kolbenmaschinen
- 1929–1930: Erich Max Müller (1870–1948), Professor für Physikalische und Elektrochemie
- 1930–1931: Walther Ludwig (1876–1946), Professor für Darstellende Geometrie
- 1931–1932: Ludwig Binder (1881–1958), Professor für Starkstromtechnik
- 1932–1934: Oscar Reuther (1880–1954), Professor für Geschichte der Baukunst
- 1934–1935: Otto Kirschmer (1898–1967), Professor für Hydromechanik, Fluglehre
- 1935–1937: Gerhard Kowalewski (1876–1950), Professor für Reine Mathematik
- 1937–1945: Wilhelm Jost (1887–1948), Professor für Gebäudelehre und Entwerfen
- 000001945: Karl Hahn (1899–1960), Professor für Strömungsmaschinen und -lehre
- 1945–1947: Enno Heidebroek, Professor für Maschinenkunde und Maschinenelemente
- 1947–1949: Werner Straub (1902–1983), Professor für Psychologie
- 1949–1953: Kurt Koloc (1904–1967), Professor für Allgemeine Gewerbelehre und Normung
- 1953–1956: Horst Peschel (1909–1989), Professor für Geodäsie und Kartographie
- 1956–1958: Kurt Pommer (1904–1993), Professor für Elektromaschinenbau
- 1958–1961: Werner Gruner (1904–1995), Professor für Landmaschinentechnik
- 1961–1965: Kurt Schwabe (1905–1983), Professor für Elektrochemie und physikalische Chemie
- 1965–1968: Lieselott Herforth (1916–2010), Professor für Experimentalphysik (erste Frau als Rektor einer deutschen Universität)
- 1968–1980: Fritz Wilhelm Liebscher (1914–2009), Professor für Ökonomie, Organisation und Planung der Bauindustrie
- 1980–1986: Rudolf Knöner (1929–1990), Professor für Experimentelle Physik
- 1986–1990: Hans-Jürgen Jacobs (1936–2019), Professor für Fertigungsgestaltung
- 1990–1994: Günther Landgraf (1928–2006), Professor für Technische Mechanik
- 1994–2003: Achim Mehlhorn (* 1939), Professor für Spezielle Organische Chemie
- 2003–2010: Hermann Kokenge (1949–2014), Professor für Landschaftsarchitektur/Freiraum- und Grünplanung
- 2010–2020: Hans Müller-Steinhagen (* 1954), Professor für Chemieingenieurwesen und Verfahrenstechnik
- seit 2020: Ursula Staudinger (* 1959), Professorin für Psychologie

## Ehrenwürden
Die TU Dresden ist berechtigt, für besondere Verdienste in Lehre und Forschung akademische Titel honoris causa zu vergeben.
Gemeinsam mit der Einführung des Promotionsrechtes im Jahre 1900 erhielt die damalige Technische Hochschule Dresden auch die Möglichkeit, herausragenden Persönlichkeiten den Titel eines Ehrendoktors zu verleihen.
Eine vollständige Liste der Ehrenpromovenden ist vom Universitätsarchiv der Technischen Universität Dresden erstellt worden. Die dazu vorliegenden Quellen und Dokumentationen können von allen interessierten Nutzern eingesehen werden.

### Ehrendoktoren (Auswahl)
- 1900: Friedrich Siemens, deutscher Industrieller
- 1901: Ewald Bellingrath, deutscher Schiffskonstrukteur
- 1902: Carl Linde, deutscher Ingenieur und Erfinder, Gründer der Linde AG
- 1905: Georg Wilhelm von Siemens, deutscher Industrieller
- 1906: Ferdinand Graf von Zeppelin, deutscher General und Luftschiffkonstrukteur
- 1910: Otto Beutler, deutscher Jurist
- 1913: Hermann Krone, deutscher Fotograf
- 1916: Viktor Böhmert, deutscher Journalist
- 1919: Paul von Hindenburg, deutscher Politiker
- 1925: Lujo Brentano, deutscher Nationalökonom
- 1928: Heinrich Rickert, deutscher Philosoph
- 1938: Jørgen Skafte Rasmussen, dänischer Ingenieur und Industrieller
- 1940: Albert Pietzsch, deutscher Unternehmer
- 1945: Friedrich Emil Krauß, deutscher Industrieller
- 1951: Victor Klemperer, deutscher Romanist
- 1955: Jaroslav Heyrovský, tschechischer Physikochemiker, Nobelpreisträger 1959 (Chemie)
- 1961: Gustav Hertz, deutscher Physiker, Nobelpreisträger 1925 (Physik)
- 1965: Walther Wegener, deutscher Textilingenieur, ordentlicher Professor für Textiltechnik an der TH Aachen
- 1967: Rudolf Plank, russischstämmiger deutscher Ingenieur, Kälteforscher und Universitätsrektor
- 1974: Jürgen Kuczynski, deutscher Wirtschaftshistoriker
- 1975: Kurt Schwabe, deutscher Chemiker, Rektor der TU Dresden von 1961 bis 1965
- 1981: Konrad Zuse, deutscher Bauingenieur und Computerpionier
- 1981: Eugen-Georg Woschni, deutscher Nachrichtentechniker
- 1989: Kurt A. Körber, deutscher Unternehmer und Stifter (Kurt-A.-Körber-Stiftung)
- 1990: Günther Landgraf, deutscher Physiker, Rektor der TU Dresden von 1990 bis 1994
- 1992: Eugene G. Rochow, US-amerikanischer Chemiker, Emeritus der Harvard University in Cambridge
- 1993: Hans Sauer, deutscher Erfinder
- 1993: Otto Beisheim, Gründer des Metro-Konzerns, Mäzen
- 1995: Václav Havel, tschechischer Schriftsteller und Politiker, Präsident der Tschechischen Republik von 1993 bis 2003
- 1995: Eberhard Ulich, deutscher Arbeits- und Organisationspsychologe
- 1997: Heinrich Oberreuter, deutscher Politikwissenschaftler
- 1999: Kofi Annan, Generalsekretär der Vereinten Nationen von 1997 bis 2006
- 2001: Dietrich Stoyan, deutscher Mathematiker
- 2002: Walter Kohn, österreichischstämmiger US-amerikanischer Physiker, Nobelpreisträger 1998 (Chemie)
- 2003: Rolf Dubs, Schweizer Wirtschaftspädagoge
- 2004: Nikolaus Schweickart, deutscher Manager, Vorstandsvorsitzender der Altana AG
- 2005: Wu Xiangming, chinesischer Ingenieur, Leiter des Transrapid-Projektes in Shanghai
- 2006: Eberhard Burger, Baudirektor der Dresdner Frauenkirche
- 2007: Václav Klaus, Präsident der Tschechischen Republik
- 2008: Kito Lorenc, sorbisch-deutscher Schriftsteller
- 2009: Wolfgang Hänsch, deutscher Architekt
- 2010: Hellmuth Stachel, österreichischer Mathematiker
- 2011: Peter Leibinger, Maschinenbauingenieur und Manager
- 2014: Park Geun-hye, Präsidentin Südkoreas
- 2016: Heinz Langer, deutsch-österreichischer Mathematiker
- 2017: Wilfried Wiegand, deutscher Journalist und Kunsthistoriker
- 2018: Martin Hrabě de Angelis, deutscher Genetiker

### Ehrensenatoren
Ehrensenatoren sind Personen, die sich besonders um die Universität bzw. um deren Fakultäten verdient gemacht haben. Der Titel wird seit 1923 vergeben. Ehrensenatoren werden gegenwärtig vom Senat gewählt. Im Folgenden eine Auswahl:
- 1924: Georg Arnhold, deutscher Bankier
- 1924: Bernhard Blüher, Oberbürgermeister von Dresden
- 1924: Gustav Klemperer von Klemenau, deutscher Bankier
- 1925: Heinrich Arnhold (1885–1935), Bankier und Mäzen, Mitbegründer der Gesellschaft der Förderer und Freunde der TH Dresden (GFF)
- 1928: Hans Bredow, Rundfunkpionier
- 1929: Victor Klemperer von Klemenau (1876–1943), Bankier und Mäzen, Mitbegründer der GFF
- 1929: Johannes Wilhelm Hofmann, Ingenieur, Erfinder, Unternehmer und Mäzen
- 1931: Oskar Seyffert, deutscher Maler und Volkskundler
- 1932: Hermann Ilgen, Apotheker und Mäzen
- 1957: Otto Buchwitz, Abgeordneter des preußischen Landtags und des Reichstages, später Präsident des sächsischen Landtages
- 1979: Werner Gruner, deutscher Landmaschinentechniker, Altrektor der TH Dresden
- 1979: Kurt Schwabe, deutscher Chemiker, Altrektor der TU Dresden
- 1982: Lieselott Herforth, deutsche Physikerin, Altrektorin der TU Dresden
- 1982: Horst Peschel, Geodät, Altrektor der TH Dresden, Präsident der Kammer der Technik
- 1994: Erich Markel (1920–1999), Präsident der Max Kade Foundation
- 1997: Günther Landgraf, Altrektor der TU Dresden
- 2000: Günter Blobel, Nobelpreisträger Medizin
- 2003: Achim Mehlhorn, Altrektor der TU Dresden
- 2011: Henry H. Arnhold, US-amerikanischer Bankier deutscher Herkunft und Mäzen
- 2018: Jürgen Preis-Daimler, Unternehmer und Mäzen

## Professoren und wissenschaftliche Mitarbeiter

### Nach 1990 an der TU Dresden tätig

#### Naturwissenschaften
einschließlich Mathematik und Psychologie
- Gert Bär (1992–2012), Mathematiker, Professur für Geometrie
- Bärbel Bergmann (1992–2008), Psychologin, Professur für Methoden der Psychologie
- Michael Brand, seit 2003, Professur für Molekulare Entwicklungsgenetik
- Hartwig Freiesleben (1993–2007), Physiker, Professur für Kernphysik
- Thomas Goschke seit 2002 – Psychologe, Professur für Allgemeine Psychologie
- Christian Hugo seit 2009 – Mediziner, Professur für Medizin
- Frank Jülicher seit 2002 – Professur für Biophysik; Direktor des Max-Planck-Instituts für Physik komplexer Systeme
- Philipp Kanske seit 2017 – Professur für Klinische Psychologie und Behaviorale Neurowissenschaft
- Stefan Kaskel seit 2004 – Chemiker, Professur für Anorganische Chemie
- Roland Ketzmerick seit 2002 – Physiker, Professur für Computational Physics
- Michael Kobel seit 2006 – Physiker, Professor für Teilchenphysik
- Hans-Joachim Knölker seit 2001 – Chemiker, Professur für Organische Chemie
- Hans Georg Krauthäuser seit 2008 – Physiker, Professur für Theoretische Elektrotechnik und Elektromagnetische Verträglichkeit
- Hubert Langbein (1992–2008), Chemiker, Professur für Anorganische Molekülchemie
- Karl Leo seit 1993 – Physiker, Professur für Optoelektronik
- Wolfhard Möller (1993–2010), Physiker, Professur für Ionenstrahlphysik
- Daniel Jobst Müller seit 2002 – Biophysiker, Professur für zelluläre Maschinen am Biotechnologischen Zentrum
- Volker Nollau (1990–2006), Mathematiker, Professur für Stochastische Analysis; Absolvent an der TU Dresden
- Nicole Raschke (* 1982), Geographin, Professur für Geographische Bildung; Absolventin an der TU Dresden
- Michael Ruck seit 2000 – Chemiker, Professur für Anorganische Chemie; Dekan der Fakultät Mathematik und Naturwissenschaften
- Roland Sauerbrey – Physiker, Professur für Hochleistungslaserphysik, wissenschaftlicher Direktor des Helmholtz-Zentrums Dresden-Rossendorf
- Bernhard Schlag (1994–2017), Psychologe, Professur für Verkehrspsychologie
- Klaus R. Schubert (1993–2006), Physiker, Professur für Teilchenphysik
- Petra Schwille (2002–2012) – Physikerin, Professur für Biophysik
- Werner Skrotzki seit 2003 – Physiker, Professur für Metallphysik
- Bernhard Spaan (1996–2004), Physiker
- Thomas Straßner seit 2004 – Chemiker, Professur für Physikalische Organische Chemie
- Ruth Strasser (1999–2017), Medizinerin, Professur für Medizin
- Andreas Thom seit 2014, Professur für Geometrie
- Gunter Weiß (1995– ca. 2011), Mathematiker, Professur für Geometrie/Differentialgeometrie
- Thomas Wolff (1993–2015), Chemiker, Professur für Grenzflächen- und Kolloidchemie

#### Geistes- und Sozialwissenschaften
einschließlich Erziehungswissenschaften, Rechtswissenschaften, Wirtschaftswissenschaften und nichttechnische Verkehrswissenschaften
- Mark Arenhövel seit 2012 – Politikwissenschaftler, apl. Professur für Politikwissenschaft, insbesondere Politische Theorie und Demokratieforschung
- Anja Besand seit 2009 – Sozial- und Erziehungswissenschaftlerin, Professur für Didaktik der politischen Bildung
- Uwe Backes seit 1999 – Politikwissenschaftler, apl. Professur für Politikwissenschaft, insbesondere vergleichende Diktaturforschung; stellvertretender Direktor des Hannah-Arendt-Instituts für Totalitarismusforschung
- Gerhard Besier (2003–2013), Theologe und Historiker, zunächst Professur für Totalitarismusforschung, ab 2008 Professur für Europastudien
- Karlheinz Blaschke (1992–1998), Historiker, Professur für Sächsische Landesgeschichte und Geschichte der Frühen Neuzeit
- Dagmar Blei (1995–2004), Professur für Deutsch als Fremdsprache
- Roswitha Böhm seit 2014 – Romanistin, Professur für Französische Literatur- und Kulturwissenschaft
- Uwe Böker (1993–2006), Anglist, Professur für Englische Literaturwissenschaft
- Carsten Borkowski seit 2005 – Komponist, Lehrbeauftragter für Tonsatztechniken des 20. Jahrhunderts am Institut für Kunst- und Musikwissenschaften
- Achim Brunnengräber (2009–2012), Politikwissenschaftler, Vertretungsprofessur für Internationale Politik
- Eugénia da Conceição-Heldt (2012–2016), Politikwissenschaftlerin, Professur für Internationale Politik
- Nikita Dhawan seit 2021 – Politikwissenschaftlerin, Professur für Politische Theorie und Ideengeschichte
- Wolfgang Donsbach (1993–2015), Kommunikationswissenschaftler, Professur für Kommunikationswissenschaft I
- Sven Engesser seit 2017 – Kommunikationswissenschaftler, Professur für Wissenschafts- und Technikkommunikation
- Ulrich Fröschle seit 1998 – Germanist und Kulturhistoriker, apl. Professur für Neuere deutsche Literatur und Kulturgeschichte
- Hanna-Barbara Gerl-Falkovitz (1993–2011), Philosophin, Professur für Religionsphilosophie und vergleichende Religionswissenschaft
- Heike Greschke seit 2016 – Soziologin, Professur für Soziologischen Kulturenvergleich und qualitative Sozialforschung
- Edeltraud Günther seit 1996 – Wirtschaftswissenschaftlerin, Professur für Betriebswirtschaftslehre, insbesondere Betriebliche Umweltökonomie
- Michael Häder (2001–2018), Soziologe und Wirtschaftswissenschaftler, Professur für Methoden der empirischen Sozialforschung
- Lutz M. Hagen seit 2004 – Kommunikationswissenschaftler, Professur für Politische und Wirtschaftskommunikation
- Jost Halfmann (1993–2016), Soziologe, Professur für Techniksoziologie
- Peter Hampe (1992–2013), Wirtschafts- und Politikwissenschaftler, Honorarprofessur für Politische Ökonomie
- Thomas Hänseroth (1993–2024, seit 2024 Seniorprofessor) – Technikhistoriker, Professur für Technik- und Technikwissenschaftsgeschichte, seit 2021 Seniorprofessor
- Klaus-Dietmar Henke (1997–2012), Historiker, Professur für Zeitgeschichte
- Christian von Hirschhausen (2004–2009), Wirtschaftswissenschaftler, Professur für Energiewirtschaft
- Georg Hirte seit 2003 – Wirtschaftswissenschaftler, Professur für Volkswirtschaftslehre, insbesondere Makroökonomik und Raumwirtschaftslehre/Regionalwissenschaften
- Anna Holzscheiter seit 2019 – Politikwissenschaftlerin, Professur für Internationale Politik
- Gisela Hürlimann seit 2021 – Historikerin, Professur für Technik- und Wirtschaftsgeschichte
- Bernhard Irrgang (1993–2019) – Philosoph, Professur für Technikphilosophie
- Wolfgang Ismayr (1995–2008) – Politikwissenschaftler, Professur für Deutsche Regierungssysteme
- Uwe Israel (2010–2023) – Historiker, Professur für Mittelalterliche Geschichte
- Martin Jehne (1992–2021) – Historiker, Professur für Alte Geschichte
- Alexander Karmann (1994–2013), Wirtschaftswissenschaftler, Professur für Volkswirtschaftslehre, insbesondere Geld, Kredit und Währung, seit 2013 Seniorprofessor
- Ulrich Kluge (1993–2001) – Historiker, Professur für Wirtschafts- und Sozialgeschichte
- Marianne Kneuer seit 2021 – Politikwissenschaftlerin, Professur für Politische Systeme und Systemvergleich
- Ingo Kolboom (1994–2012), Sprachwissenschaftler, Professur für Frankreichstudien und Frankophonie
- Frank-Michael Kuhlemann (2010–2021) – Historiker, Professur für Neuere und Neueste Geschichte und Didaktik der Geschichte
- Antonia Kupfer seit 2014 – Soziologin, Professur für Makrosoziologie
- Anke Langner seit 2013 – Erziehungswissenschaftlerin
- Joachim Lege (1998–2003), Rechtswissenschaftler
- Karl Lenz (1993–2021), Soziologe, Professur für Mikrosoziologie
- Hermann Locarek-Junge (1995–2022), Wirtschaftswissenschaftler und -informatiker, Professur für Finanzwirtschaft und Finanzdienstleistungen
- Thomas Lindenberger seit 2017 – Historiker, Professur für Totalitarismusforschung; Direktor des Hannah-Arendt-Instituts für Totalitarismusforschung
- Christoph Lundgreen seit 2022 – Althistoriker, Professur für Alte Geschichte
- Thomas de Maizière seit 2010 – Rechtswissenschaftler, Honorarprofessor für Staatsrecht; Bundesminister des Innern a. D.
- Karl Mannsfeld (1993–2002), Geograph, Professur für Landschaftslehre/Geoökologie; Sächsischer Staatsminister für Kultus im Kabinett Milbradt I
- Josef Matzerath seit 1993 – Historiker, apl. Professur für Neuere Geschichte
- Monika Medick-Krakau (1995–2010), Politikwissenschaftlerin, Professur für Internationale Politik
- Gert Melville (1994–2010), Historiker, Professur für Mittelalterliche Geschichte, seit 2010 Seniorprofessor
- Wolfgang Melzer (1993–2013) – Erziehungswissenschaftler, Professur für Schulpädagogik, insbesondere Schulforschung, seit 2013 Seniorprofessor
- Georg Milbradt seit 2009 – Wirtschaftswissenschaftler, apl. Professur für Volkswirtschaftslehre, insbesondere Finanzpolitik; Sächsischer Ministerpräsident a. D.
- Christian Mueller-Goldingen (1994–2020), Klassischer Philologe, Professur für Klassische Philologie/Gräzistik
- Winfried Müller (1999–2019), Historiker, Professur für Sächsische Landesgeschichte
- Sabine Müller-Mall seit 2014 – Rechts- und Politikwissenschaftlerin, Professur für Rechts- und Verfassungstheorie
- Marina Münkler seit 2010 – Literaturwissenschaftlerin, Professur für Ältere und frühneuzeitliche Literatur und Kultur
- Fritz-Heiner Mutschler (1993–2011), Klassischer Philologe, Professur für Klassische Philologie/Latinistik
- Manfred Nebelin (1993–2021), Historiker, apl. Professur für Neuere und Neueste Geschichte
- Werner J. Patzelt (1991–2019), Politikwissenschaftler, Professur für Politische Systeme und Systemvergleich
- Dennis Pausch seit 2014 – Klassischer Philologe, Professur für Klassische Philologie/Latinistik
- Reiner Pommerin (1992–2008), Historiker, Professur für Neuere und Neueste Geschichte, Träger des Bundesverdienstkreuzes 1. Klasse
- Karl-Siegbert Rehberg (1992–2015), Soziologe, Professur für Soziologische Theorie, Theoriegeschichte und Kultursoziologie, seit 2015 Seniorprofessor
- Edward Reichel (1993–2004), Romanist
- Thomas Rentsch (1992–2022), Philosoph, Professur für Praktische Philosophie/Ethik
- Gregor Roth seit 2015 – Rechtswissenschaftler, Professur für Bürgerliches Recht, Gesellschaftsrecht und Steuerrecht
- Jochen Rozek (1997–2008), Rechtswissenschaftler
- Andreas Rutz seit 2019 – Historiker, Professur für Sächsische Landesgeschichte; Direktor des Instituts für Sächsische Geschichte und Volkskunde
- Ursula Schaefer (1999–2013), Anglistin, Professur für Englische Sprachwissenschaft
- Kerstin Schankweiler seit 2019, Kunsthistorikerin, Professorin für Bildwissenschaft im globalen Kontext
- Martina Schattkowsky (2002–2019), Historikerin, apl. Professur für Sächsische Landesgeschichte
- Susanne Schötz (2006–2024), Historikerin, Professur für Wirtschafts- und Sozialgeschichte
- Dominik Schrage seit 2015 – Soziologe, Professur für Soziologische Theorie und Kultursoziologie
- Michael Schefczyk seit 1999 – Wirtschaftswissenschaftler, Professur für Entrepreneurship und Innovation
- Mike Schmeitzner seit 2001 – Historiker, apl. Professur für Neuere und Neueste Geschichte
- Sabine von Schorlemer (2000–2009), Rechtswissenschaftlerin, Professur für Völkerrecht, Recht der EU und Internationale Beziehungen; Sächsische Staatsministerin für Wissenschaft und Kunst im Kabinett Tillich II
- Martin Schulte seit 1993 – Rechtswissenschaftler, Professur für Öffentliches Recht unter besonderer Berücksichtigung von Umwelt- und Technikrecht; Direktor des Instituts für Technik- und Umweltrecht
- Christian Schwarke seit 2000 – Theologe, Professur für Systematische Theologie
- Gerd Schwerhoff seit 2000 – Historiker, Professur für Geschichte der Frühen Neuzeit
- Helmut Seitz (2004–2009), Wirtschaftswissenschaftler, Professur für Finanzwissenschaft
- Peter Strohschneider (1993–2002), Professur für Germanistische Mediävistik und Frühneuzeitforschung; Vorsitzender des Wissenschaftsrats (2006–2011), Präsident der Deutschen Forschungsgemeinschaft (2013–2019)
- Elisabeth Tiller seit 2014 – Romanistin, Professur für Italienische Literatur- und Kulturwissenschaft
- Armin Töpfer (1992–2010), Wirtschaftswissenschaftler, Professur für Marktorientierte Unternehmensführung
- Arnd Uhle seit 2009 – Rechtswissenschaftler, Professur für Öffentliches Recht, insbesondere für Staatsrecht, Allgemeine Staatslehre und Verfassungstheorie
- Ralf Vollbrecht seit 2000 – Erziehungswissenschaftler, Professur für Medienpädagogik
- Rainer Vollkommer seit 2009 – Archäologe, Lehrbeauftragter am Institut für Geschichte; Direktor des Liechtensteinischen Landesmuseums
- Clemens Vollnhals (1998–2021), Historiker, Lehrbeauftragter am Institut für Geschichte
- Hans Vorländer seit 1993 – Politikwissenschaftler, Professur für Politische Theorie und Ideengeschichte, seit 2020 Seniorprofessor
- Bernhard Wieland seit 1999 – Wirtschaftswissenschaftler, Professur für Verkehrswirtschaft und internationale Verkehrspolitik
- Hans Wiesmeth (1992–2015), Wirtschaftswissenschaftler, Professur für Volkswirtschaftslehre, insbesondere Allokationstheorie
- Gisela Wiesner (1994–2014), Pädagogin, Professur für Erwachsenenbildung/Beruflichen Weiterbildung

#### Ingenieurwissenschaften
einschließlich Architektur
- Gerd-Axel Ahrens (2000–2015) – Verkehrswissenschaftler, Professur für Verkehrs- und Infrastrukturplanung
- Franz Baader (2001–2025) – Informatiker, Professur für Automatentheorie
- Christel Baier seit 2006 – Informatikerin, Professur für algebraische und logische Grundlagen der Informatik
- Udo Becker (1994–2021) – Verkehrswissenschaftler, Professur für Verkehrsökologie
- Manfred Buchroithner (1992–2017), Kartograf, Professur für Kartografie, seit 2017 Seniorprofessor
- Manfred Curbach (1994–2024) – Bauingenieur, Professur für Massivbau
- Jürgen Czarske seit 2004 – Elektrotechniker, Professur für Mess- und Prüftechnik
- Wolfgang Fengler (2000–2018) – Bauingenieur, Professur für die Gestaltung von Bahnanlagen
- Gerhard Fettweis seit 1994 – Nachrichtentechniker, Vodafone-Stiftungsprofessur Mobile Nachrichtensysteme
- Frank Fitzek seit 2014 – Elektroingenieur, Deutsche-Telekom-Professur für Kommunikationsnetze
- Steffen Großmann (2003–2020) – Elektrotechniker, Professur für Hochspannungs- und Hochstromtechnik
- Gunter Henn (2000–2015) – Architekt und Bauingenieur, Professur für Industriebau
- Günter H. Hertel (1992–1996), Verkehrswissenschaftler, Professur für Verkehrssystemtheorie und Verkehrsströmungslehre
- Antonio Hurtado seit 2007 – Professur für Wasserstoff- und Kernenergietechnik
- Wolfram Jäger seit 1998 – Professur für Tragwerksplanung am Institut für Grundlagen der Gestaltung und Darstellung
- Tatsuya Kawahara (2022–2023), Architekt und Gastprofessor für Entwerfen
- Hermann Kokenge (1993–2014), Landschaftsarchitekt, Professur für Landschaftsarchitektur sowie Freiraum- und Grünplanung; Rektor der TU Dresden
- Ellen Kristina Krause (2022–2023), Architektin und Gastprofessorin für Entwerfen
- Katharina Leuschner (seit 2023), Architektin und Professorin für Gebäudelehre und Entwerfen
- Christian Lippold seit 2001 – Verkehrswissenschaftler, Professur für die Gestaltung von Straßenverkehrsanlagen; Dekan der Fakultät für Verkehrswissenschaften
- Dieter Lohse (1992–2006), Verkehrswissenschaftler
- Klaus Meißner (1995–2012), Informatik, Heinz-Nixdorf Stiftungsprofessur für Multimediatechnik, seit 2012 Seniorprofessor[2]
- Niels Modler (seit 2013), Ingenieur, Professor für Funktionsintegrativen Leichtbau
- Reimund Neugebauer (1990–1992), Maschinenbauingenieur, auch Absolvent der TUD, ehemaliger Präsident der Fraunhofer-Gesellschaft
- Jens Otto seit 2017 – Bauingenieur, Professor für Baubetriebswesen
- Andreas Pfitzmann (1990–2010), Informatiker, Professor für Datenschutz und Datensicherheit
- Siegfried Rüger (1992–2000), Verkehrswissenschaftler, Dekan der Fakultät Verkehrswissenschaften
- Rainer Schach (1996–2017) – Bauingenieur, Professur für Baubetriebswesen
- Peter Schegner (1995–2025, seit 2025 Seniorprofessor) – Elektrotechniker, Professur für Elektrische Energieversorgung
- Jürgen Schieferdecker (1993–2004), Architekt, apl. Professur für Bildnerische Lehre
- Gerald Staib (1992–ca. 2017) – Architekt, Professor für Hochbaukonstruktion und Entwerfen
- Ralph Stelzer seit 2001 – Maschinenbauingenieur, Professor für Konstruktionstechnik/CAD, Sprecher für den Bereich Ingenieurwissenschaften, seit 2012 Dekan der Fakultät Maschinenwesen
- Barbara Engel (2008–2013), Dozentin für Städtebauliches Entwerfen
- Arnd Stephan seit 2008 – Elektrotechniker, Professur für Elektrische Bahnen
- Martin Tajmar seit 2012 – Technischer Physiker, Professur für Raumfahrtsysteme[3]
- Jochen Trinckauf (1998–2022) – Verkehrswissenschaftler, Professur für Verkehrssicherungstechnik

### Vor 1990 an der TH/TU Dresden und den integrierten Wissenschaftseinrichtungen tätig
- Manfred von Ardenne (1956–1990), Physiker
- Herbert Balke, Student, Assistent und später Professor für Technische Mechanik
- Heinrich Barkhausen (1911–1953), mit Unterbrechungen, Physiker
- Alfred Baeumler (1924–1933), nationalsozialistischer Philosoph und Pädagoge
- Georg Beck (1901–1943), Professor für Kraftfahrwesen und Leichtmotorenkunde
- Georg Berndt (1924–1955), Professor für Messtechnik und wissenschaftliche Grundlagen des Austauschbaus
- Theodor Beste (1927–1939), Betriebswirtschaftler
- Kurt Beyer (1919–1952), Bauingenieur
- Werner Boie (1950–1967), Direktor Institut für Wärmetechnik und Wärmewirtschaft, Dekan Fakultät Maschinenwesen
- Adolf Busemann (1931–?), Aerodynamiker
- Carl Gustav Carus (ab 1815), Mediziner
- Werner Cords-Parchim (1947–1953), Architekt, Baumeister
- Heinrich Cotta (bis 1844), Forstwissenschaftler
- Harry Dember (1910–1933), Physiker, flüchtete vor den Nationalsozialisten in die USA, Namensgeber des Dember-Preises
- Fritz Deumlich (1974–1988), Geodät, Professor für Geodäsie
- Eberhard Deutschmann (1969–1991), Bauingenieur, Professor für Produktionstechnik
- Ludwig Eberlein (1971–1992), Maschinenbauingenieur, Professor für Umformtechnik
- Carl Ludwig Alfred Fiedler, Mediziner, Prorektor der Königlich Sächsischen Polytechnischen Schule 1861–1868
- Klaus Fuchs (1961–1977), Kernphysiker, sowjetischer Atomspion
- Hanns Bruno Geinitz (1850–1894), Geologe
- Gerhard Geise (1972–1995), Mathematiker
- Karl von Gerber, Jurist und königlich sächsischer Staatsminister und Kultusminister, Namensgeber des von-Gerber-Baus
- Ernst Giese (1962–1976), Professur für Papiertechnologie
- Rolf Göpfert (1956–1994), Architekt, auch Absolvent der TUD
- Martin Fürchtegott Grübler (1900–1920), Mechaniker
- Carl Friedrich Haase (ab 1828), Mediziner
- Winfried Hacker (1966–2000), Psychologe, zunächst Professur für Psychologie, ab 1968 Professur für Arbeitspsychologie und Arbeitswissenschaften, ab 1992 Professur für Allgemeine Psychologie
- Heinrich Hencky (1920–1922), Ingenieur
- Walter Hentschel (1954–1966), Professor für Kunstgeschichte und Denkmalpflege
- Emil Högg (1911–1936), Architekt, Kunsthandwerker
- Felix Holldack (1880–1944), Rechtswissenschaftler und Hochschullehrer
- Franz Holzweißig (1964–1994), Professor für Technische Mechanik
- Walter Howard (1963–1969), Bildhauer
- Alfred Jante (1948–1985), Direktor des Institutes für Verbrennungsmotoren und Kraftfahrwesen
- Gustav Kafka (1923–1934), Psychologe
- Ulrich Klausnitzer, Naturwissenschaftler, Autor
- Victor Klemperer (1920–1935), Professor für Romanistik
- Claus Koepcke (1869–1872), Bauingenieur
- Hermann Krone (1895–1907), Fotograf, Wissenschaftler, Publizist
- Richard Kroner (1924–1928), Religionsphilosoph
- Luise Krüger, 1950er-Jahre, Leichtathletin, Sportlehrerin an der TH Dresden
- Karl Kutzbach (1913–1942), Maschinenbauingenieur
- Max Rudolf Lehmann (1920–1926), Wirtschaftswissenschaftler
- Nikolaus Joachim Lehmann (1953–1986), Informatiker
- Ernst Wolfgang Lewicki (1951–1962), Professor für Baubetriebswesen, auch Absolvent der TUD
- Paul Luchtenberg (1925–1933), Professur für Pädagogik, Philosophie und Psychologie, ehemaliger Kultusminister von Nordrhein-Westfalen (FDP)
- Leopold Carl Friedrich Merkel (1928–1929), außerordentlicher Professor für Theoretische Maschinenlehre
- Klaus Mertens (1959–1997), Architekturwissenschaftler und Bauforscher, Professur für Geschichte der Architektur und Gartenkunst
- Richard von Mises (1919–1920), Mathematiker, Professor für Hydro- und Aerodynamik
- Christian Otto Mohr (1873–1900), Ingenieur und Baustatiker, Mohrscher Spannungskreis
- Germar Müller (1987–1996), Professor für Elektrische Maschinen; vorher Professor für Elektromechanische Energiewandlung an TH Ilmenau von 1966 bis 1977; auch Absolvent der TH Dresden; außerdem Sachbuchautor
- Georg Münter (1900–1965), Professor für Theorie der Architektur und Baugeschichte
- Friedrich Wilhelm Neuffer (1931–1951), Bauingenieur
- Karl Wilhelm Ochs (1947–1953), Architekt, ab 1947 Professor für Entwurfs- und Gebäudelehre
- Otto Oesterhelt (1923–1945), Geodät, Professor für (Trigonometrie,) Höhere Geodäsie und Katasterkunde
- Rudi Ogrissek (1971–1992), Kartograf, Professor für Kartografie
- Volker Oppitz (1987–1991), Finanzmathematiker, Ökonom und Sportfunktionär
- Horst Peschel (1938–1989), Geodät, Altrektor der TH Dresden, Präsident der Kammer der Technik
- Wolfgang Pillewizer, (1958–1970), Kartograf, Professor für Kartografie
- Gerhart Potthoff (1950–1952), Verkehrswissenschaftler, Begründer der „Dresdner Schule zur Ausbildung von Transporttechnologen“
- Hans Pundt, Elektrotechniker, Professor für Netzplanung und Netzberechnung
- Alfred Recknagel (1948–1975), Physiker
- Sylvester Rosegger (1953–1964), Agrarwissenschaftler, Ehrendoktor
- Martin Scheffler (1961–1985), Maschinenbau, Professor für Fördertechnik
- Arthur Schloßmann (1902–1906), Pädiater und Sozialhygieniker
- Rudolf Schmitt (1870–1893), Chemiker
- Manfred Schubert (1967–1987), Professor für Verfahrenstechnik, auch Absolvent
- Georg Schumann, Widerstandskämpfer gegen den Nationalsozialismus, Namensgeber des Schumann-Baus
- Richard Seyfert (1923–1933), Pädagoge und Politiker, Direktor des Pädagogischen Instituts der TH Dresden
- Otto A. Siedamgrotzky (1841–1902), Tierarzt und Hochschullehrer
- Gerhard Sörgel (1961–2000), Dekan Fakultät Maschinenwesen, auch Absolvent
- Adolf Stern (1868–?), Professor für Literaturgeschichte
- Richard Stribeck (1893–1898), Maschinenbau-Ingenieur (Zahnradgetriebeforschung)
- Paul Tillich (1925–1929), Religionsphilosoph
- Karl Trinks (1946–1957), Professor für Theoretische Pädagogik und Geschichte der Pädagogik
- Peter Vielhauer (1968–1986), Professor für Fernmeldetechnik
- Wolfgang Voelkner (1958–1999), Professor für Urform- und Umformtechnik, Träger des Großen Bundesverdienstkreuzes
- Friedrich Adolf Willers (1944–1956), erster Dekan der neu gegründeten Fakultät für Mathematik und Naturwissenschaften
- Ernst Woit (1978–1991), Hochschuldozent und Außerordentlicher Professor für Geschichte und Kritik der bürgerlichen Philosophie des 19./20. Jahrhunderts
- Gerhard Wunsch (1969–1990), Systemtheorie und Theoretische Elektrotechnik
- Ferdinand Zunker (1946–1956), Professor für Boden- und Wasserwirtschaft

## Absolventen
Die Liste der Absolventen bezieht sich nur auf die Personen, die an der TU Dresden bzw. deren Vorläufern Alumni sind. Absolventen der eingegliederten Hochschulen (z. B. der Hochschule für Verkehrswesen) sind in der Liste nicht vertreten.
Das Universitätsarchiv der TUD recherchiert kontinuierlich im sogenannten Alumni-Projekt Absolventen, die im 19. und 20. Jahrhundert an der TU Dresden (und ihren Vorläufern) studierten und promovierten. Dort sind inzwischen mehrere Listen mit Namen im Internet veröffentlicht.
- Carl Theodor Albrecht – Geodät und Astronom
- Hugo Althoff (Promotion Bauingenieurwesen) – Bauingenieur, Stadtplaner, Kommunalpolitiker
- Yadegar Asisi (Architektur) – Architekt und Künstler
- Fritz Bleyl (Architektur) – Architekt und Maler des Expressionismus
- Julia Bonk (Politik, Geschichte noch ohne Abschluss) – Politikerin (Linkspartei), MdL (Sachsen)
- Martin Böttger (Physik) – Vertreter der Bürgerrechtsbewegung in der DDR
- Eberhard Burger (Ingenieurwesen) – Baudirektor des Wiederaufbaus der Frauenkirche, Dr. h. c.
- Erich Clar (Chemie) – Chemiker
- Franz Dischinger (Bauingenieurwesen) – Bauingenieur
- Hans Dresig (Maschinenbau) – Hochschullehrer und Autor
- Martin Dulig (Erziehungswissenschaft) – Politiker (SPD); Mitglied des sächsischen Landtags
- William Dunkel (Architektur) – Architekt
- Hans-Heinz Emons (Chemie) – Chemiker, Rektor der Bergakademie Freiberg, Minister für Bildung und Jugend der DDR 1989–1990
- Hubert Georg Ermisch (Architektur) – Architekt, beteiligt am Wiederaufbau des Dresdner Zwingers
- Karl-Friedrich Fischer (Angewandte Mechanik) – Informatiker und Ingenieur, Rektor der FH Zwickau
- Edmund Frohne – Verkehrswissenschaftler
- Hans Geisler (Chemie) – ehemaliger sächsischer Staatsminister
- Karl-Heinz Gerstenberg (Informationstechnik) – Politiker (B90/Die Grünen)
- Erich Gloeden (Architektur) – Architekt, Widerstandskämpfer gegen Nationalsozialismus
- Rainer Gohde (Chemie) – schlug danach eine künstlerische Laufbahn ein; u. a. als Regisseur und Schauspieler tätig
- Julius Graebner (Architektur) – Architekt
- Manfred Graetz (Ingenieurwissenschaften) – Landrat des Landkreises Döbeln
- Peter Götz Güttler (Architektur) – Medailleur
- Arthur Hantzsch (Chemie) – Chemiker
- Reiner Haseloff (Physik) – Politiker (CDU), Ministerpräsident von Sachsen-Anhalt
- Ingrid Häußler (Chemie) – Politikerin, Oberbürgermeisterin a. D. von Halle (Saale), ehemalige Ministerin in Sachsen-Anhalt
- Jochen Helbig (Architektur) – Denkmalpfleger und Zeichner
- Hans-Joachim Heusing – Bergsteiger und Heimatforscher
- Werner Kallmorgen – Architekt
- Christoph Kammertöns (Rigorosum im Nebenfach Psychologie, Prof. Bernhard Schlag 1998) – Musikwissenschaftler
- Ernst Kegel (Chemie) – Ihm wurde weltweit als Erstem der Titel eines Dr.-Ings. im Rahmen einer normalen Promotion verliehen
- Katja Kipping (Slawistik, Amerikanistik, Rechtswissenschaft) – Politikerin, stellvertretende Bundesvorsitzende der Linkspartei
- Bernhard Klausnitzer – Entomologe
- Rolf Krohn (Physik) – Schriftsteller
- Willi Krug – Elektrotechniker
- Rudolf Kühn (Bauingenieurwesen) – Baubeamter, Stadtbaurat von Breslau
- Florian Langmann (Medieninformatik) – Pokerspieler
- Michael Leutert (Soziologie, Politik und Rechtswissenschaft) – Politiker (PDS), Mitglied des Bundestages
- Michaela Lindner (Verfahrenstechnik) – gesellschaftliche Aktivistin, ehemalige Politikerin der PDS
- Max Littmann (Bauingenieurwesen) – Architekt
- Siegbert Löschau (Chemie) – ehemaliger Minister für chemische Industrie in der DDR
- Ulrich Manitz (Rechtswissenschaften) – Journalist und Medienmanager
- Claus Mattheck (Physik) – Professor für theoretische Physik an der TH Karlsruhe
- Horst Metz (Bauwesen) – Politiker (CDU); Sächsischer Staatsminister
- Hans Mögel – Physiker
- Hans Molly (Maschinenbau) – Ingenieur und Erfinder
- Ulrich Müther (Bauingenieurwesen) – Architekt, Bauunternehmer
- Hans Nadler (Denkmalpfleger) (Architektur) – Denkmalpfleger, Honorarprofessor der TUD
- Klaus-Peter Neitzke (Strömungsmechanik und Thermodynamik) – Maschinenbauer, Professor und Hochschullehrer für Automatisierungssysteme an der Hochschule Nordhausen
- Otto Neumeister, (1951–1956 Maschinenbau) – wurde u. a. Chefkonstrukteur am Dieselmotorenwerk Rostock und war Professor für Kolbenmaschinen an der Ingenieurhochschule für Seefahrt Warnemünde/Wustrow bis 1985.[5]
- Volker Oppitz (Wirtschaftswissenschaften) – ehemaliger Fußballspieler
- Markus Oeser (Bauingenieurwesen) – Präsident der Bundesanstalt für Straßenwesen, ehem. Professor für Straßenwesen an der RWTH Aachen
- Jewgeni Oskarowitsch Paton (Ingenieurwissenschaften) – Ingenieur für Brückenbau, Erfinder des Lichtbogenschweißens
- Josef Pacher (Forstwissenschaften) – Forstwissenschaftler
- Mandy Pastohr (Erziehungswissenschaft) – Präsidentin des Bundesamtes für Wirtschaft und Ausfuhrkontrolle
- Horst Rasch (Maschinenbau) – Politiker (CDU), ehemaliger sächsischer Staatsminister
- Maria Reiche – Wissenschaftlerin, Erforschung der Nazca-Linien
- Solveig Richter – Politikwissenschaftlerin und Hochschullehrerin (Promotion, Politikwissenschaft)
- Hermann Roeder – Pilot und Flugpionier
- Dieter Rogalla (Architektur) – Architekt in Hamburg
- Matthias Rößler (Maschinenbau) – Politiker (CDU), ehemaliger sächsischer Staatsminister
- Katharina Scheven – Frauenrechtlerin
- Rudolf Schilling (Architektur) – Architekt
- Ernst Otto Schlick (Ingenieurwesen) – Schiffbauingenieur
- Klaus Schlüter (Geodäsie) – Minister der DDR ohne Geschäftsbereich 1990
- Eckart Schmidt – Architekt
- Wolfgang Schumann (Flüchtling) – Ingenieur, Todesopfer an der innerdeutschen Grenze
- Andreas Schurig (Mathematik) – Mathematiker, Theologe und Datenschutzexperte
- Christoph Schwind (Biomedizintechnik) – ehemaliger Bürgermeister von Jena
- Jürgen Seidel (Werkstoffkunde) – Politiker (CDU), Minister für Wirtschaft, Arbeit, Tourismus Mecklenburg-Vorpommern
- Curt Siegel (Architektur) – Architekt und Ingenieur
- Angela Stachowa (Ingenieurökonomie) – Politikerin (PDS), ehemalige Bundestagsabgeordnete
- Winfried Sziegoleit (Architektur) – Architekt
- Heike Taubert (Informationstechnik) – Politikerin (SPD), Abgeordnete des Thüringer Landtags
- Martin Teich (Mathematik, Physik, Geografie) – Meteorologe
- Uwe Tellkamp (Medizin) – Schriftsteller
- Jochen Theurer (Rechtswissenschaft) – Autor
- Johannes Paul Thilman (Kulturwissenschaften) – Komponist
- Felix Tikotin (Architektur) – Kunsthändler, Kunstsammler und Museumsgründer
- Stanislaw Tillich – Politiker (CDU), Ministerpräsident des Freistaates Sachsen
- Günther Trauer (Bauingenieurwesen) – Bauingenieur, Stadtbaurat von Breslau
- Jens Triebel (Forstwissenschaft) – Oberbürgermeister von Suhl
- Klaus Ulbricht (Chemie) – ehemaliger Bezirksbürgermeister des Bezirks Treptow-Köpenick
- Henrik Ullrich – Radiologe
- Axel Viehweger (Energietechnik und Kernphysik) – ehemaliger Minister für Bauwesen, Städtebau und Wohnungswesen der DDR 1990
- Jörg Vogelsänger (Maschinenbau) – Politiker (SPD), Mitglied des Bundestages
- Herbert Wagner (Elektroingenieurwesen) – ehemaliger Bürgermeister von Dresden
- Hansjoachim Walther (Mathematik) – Politiker, ehemaliger Bundesminister für besondere Aufgaben
- Thomas Webel (Ingenieurwesen) – Politiker (CDU), Landesvorsitzender der CDU Sachsen-Anhalt
- Christian Weißmantel (Physik) – Physiker
- Emil Winkler – Bauingenieur
- Klaus Zeh (Informationstechnik) – Politiker (CDU), Minister in Thüringen
- Gerd Zielenkiewitz (Bauwesen) – Politiker (SPD), Landtagsabgeordneter in Mecklenburg-Vorpommern
- Lothar Zinn (Ingenieurwesen) – Schachspieler